# Cattedrale dello Spirito Santo (Mombasa)
La cattedrale dello Spirito Santo (in inglese: Holy Ghost Cathedral) è il principale luogo di culto cattolico della città di Mombasa, in Kenya, e sede vescovile dell'arcidiocesi di Mombasa.

## Storia
La prima "missione cattolica" di Mombasa è stata fondata nell'anno 1889 da padre Alexander le Roy, uno Missionario dello Spirito Santo. La residenza e la cappella dei primi missionari era presso Ndia Kuu (la città vecchia di Mombasa ), ma già nel 1895 le condizioni di vita erano diventate insostenibili e fu necessario edificare una sede più grande. Nel gennaio 1898 vennero acquistati cinque acri nella zona conosciuta come 'Makadara', dove oggi sorge la cattedrale.
La domenica di Pasqua del 1898 venne ultimata la chiesa, ma all'inizio del novecento l'edificio era già insufficiente per accogliere il numero dei fedeli sempre più in crescita. Quindi nel 1919 sono stati fatti i piani per la costruzione di una nuova chiesa a Mombasa e nel 1923 la chiesa è stata completata. 
Nel maggio 1955, con l'erezione della diocesi di Mombasa, la chiesa è stata elevata a cattedrale.

## Descrizione
L'edificio è in stile romanico, realizzata in solida pietra corallina e dispone di due torri. L'interno della chiesa è decorato con un marmo e vetrate raffiguranti San Francesco Saverio, patrono della comunità di Goa e San Patrizio, patrono d'Irlanda. Il tetto è stato realizzato traendo liberamente spunto da quello della cattedrale di Westminster, a Londra. Le capriate sono in teak indiano e ogni trave portante arriva a pesare anche una tonnellata.